# Estação 102 Sul
A Estação 102 Sul é uma das estações do Metrô do Distrito Federal, situada em Brasília, entre a Estação Galeria e a Estação 108 Sul. Administrada pela Companhia do Metropolitano do Distrito Federal, faz parte da Linha Verde e da Linha Laranja.
Foi inaugurada em 4 de junho de 2009. Localiza-se no Eixo Rodoviário de Brasília. Atende o bairro Asa Sul, situado na região administrativa de Brasília.